# Piano San Paolo
Piano San Paolo (Chianu San Paulu in siciliano) è un agglomerato urbano di Caltagirone, comune italiano della Città metropolitana di Catania, che conta 195 abitanti. Sorge a 8,6 km di distanza dal centro siciliano e 79 Km dal capoluogo Catania , ai margini del vasto bosco demaniale di Santo Pietro. É un importante centro di produzione agricola.

## Geografia
Piano San Paolo dista 8,6 km da Caltagirone ed è situata a 391 m s.l.m.. Il borgo è situato nella parte meridionale del territorio comunale di Caltagirone, e confina a nord con il quartiere Semini, a sud con Santo Pietro, a ovest con Niscemi, comune del Libero consorzio comunale di Caltanissetta, a est con Grammichele.
Piano San Paolo comprende le seguenti contrade: Bifari, Caudarella, Celso, Commenda, Corvacchio, La Grazia, Piano San Paolo, San Basilio, Troitta, Vitusello.  Piano San Paolo ha una superficie di 380 ha, è caratterizzato da un piccolo nucleo esistente nella parte orientale, in cui sorgono la chiesa parrocchiale e case sparse.

## Storia
La borgata, facente territorialmente parte dell'ex feudo Santo Pietro e dell'omonimo bosco, si sviluppò con l'insediamento di famiglie di contadini nei primi anni del secondo dopoguerra. Interessata da importanti opere di sistemazione, come il collegamento alla rete idrica e quella elettrica, furono inaugurate tra gli altri, la prima scuola (1954) e l'illuminazione pubblica (1964). La popolazione crebbe rapidamente nel corso degli anni settanta passando dai 12 abitanti indicati dal censimento del 1971, ai 143 indicati in quello successivo del 1981. In conseguenza di ciò, nel 1983 gli abitanti di Piano San Paolo avanzarono al Sindaco di Caltagirone la prima proposta di elevare la loro borgata a frazione.
Il 16 aprile 2002, il Consiglio comunale di Caltagirone ha approvato un emendamento con il quale si riconosce a Piano San Paolo l'ambizione di diventare frazione della città. Dopo una lieve flessione del numero di abitanti registrata negli anni ottanta, la popolazione del Piano San Paolo dopo essersi stabilizzata alle 112 unità nel decennio 1991-2001, ha registrato un significativo incremento agli inizi del XXI secolo sfiorando le 200 unità.

## Monumenti e luoghi d'interesse
Essendo un centro rurale sorto in tempi recenti, Piano San Paolo non ospita alcun monumento. Nella parte orientale, in contrada La Grazia, sorge la Chiesa di San Paolo Apostolo, edificata attorno al 1950, e canonicamente eretta l'8 dicembre 1952 dal Vescovo di Caltagirone.
Il complesso, realizzato su progetto dell'architetto Augusto Giuliani, comprende la chiesa, l'ufficio parrocchiale e la sagrestia, la canonica con l'abitazione del sacerdote, la cucina parrocchiale e la foresteria, i locali comuni del centro associativo, ed infine una torre campanaria. Ha una impostazione planimetrica a tre navate con una capacità complessiva di 300 fedeli; la navata centrale si erge rispetto alle laterali più basse che la sostengono, secondo uno schema tipico dell'architettura chiesastica che si rileva anche nella facciata con una impostazione a salienti. La copertura è costituita da un tetto a doppia falda su capriate in cemento armato che copre la navata centrale, le falde sono state realizzate con solai inclinati in latero cemento, poggianti sulle cordolature perimetrali.

## Società

### Istituzioni, enti e associazioni
Al Piano San Paolo ha sede l'Associazione Istituto Regina Virginium, struttura sanitaria privata convenzionata con il Sistema sanitario nazionale. Fondata nel 1964 dal sacerdote don Michele Cannizzo, si occupa della cura e dell'assistenza dei disabili mentali.

### Religione
Il 26 agosto di ogni anno, si svolgono le festività in onore di San Paolo Apostolo, che prevedono la processione del simulacro.

### Eventi
Il 14 settembre di ogni anno, nell'agglomerato urbano della contrada, si svolge la sagra delle pesche insacchettate.

## Economia
L'economia di Piano San Paolo si basa sull'agricoltura. Coltivazioni tipiche della zona, sono quelle delle mandorle, del fico d'india e delle pesche.
Le pesche prodotte nella varietà percoche, in particolare, sono considerate un prodotto di eccellenza, e vengono commercializzate in sacchetto e in confettura. Le Percoche di Piano San Paolo di Caltagirone ("Settembrina", "Ottobrina", "Giallona", "Baby Gold", "Redhaven"), sono riconosciute come prodotto tipico dalla Regione Sicilia.

## Infrastrutture e trasporti
Il territorio della contrada Piano San Paolo è attraversato ad est da una strada provinciale, la SP 34 che conduce ad Acate e Mazzarrone.
La borgata è inoltre servita dal servizio di trasporto pubblico locale espletato dall'AST, con gli autobus che la collegano con il centro di Caltagirone attraverso linea che conduce a Santo Pietro.